# Газодинамический лазер

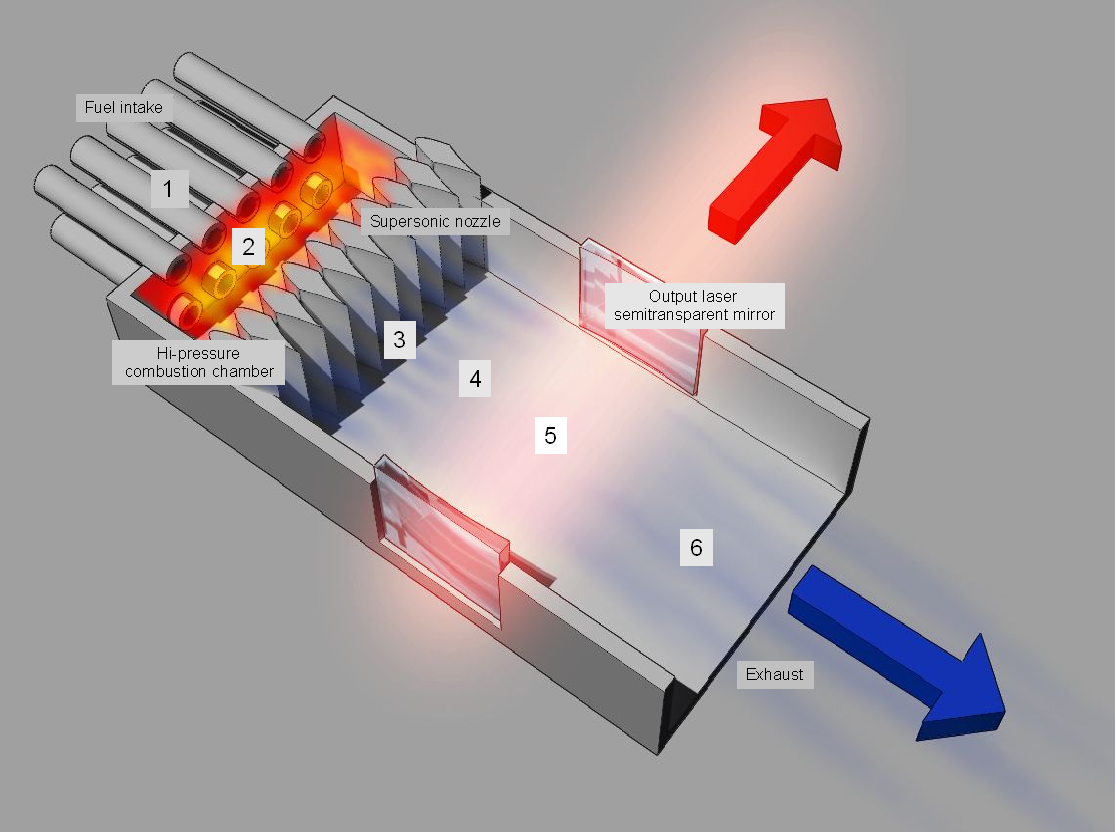
Схема газодинамического лазера:
1. горючая смесь; 2. камера сгорания; 3. сопла, ускоряющие поток; 4. сверхзвуковой поток колебательно — возбуждённого газа; 5. резонатор лазера; 6. выброс отработанного газа

Газодинамический лазер — газовый лазер, в котором источником энергии рабочей среды является тепловая энергия нагретого и сжатого газа, а инверсная заселённость колебательно-возбуждённых состояний молекул создаётся из-за адиабатического охлаждения среды при истечении со сверхзвуковой скоростью через сопло.

## Принцип работы
Принцип работы основан на особой температурной зависимости скорости колебательной релаксации. При нагреве многоатомного газа (в качестве такого «донорного» газа может использоваться азот) до высокой температуры в камере сгорания, часть внутренней энергии накапливается в виде колебательного движения молекул. Если такой нагретый газ расширяется через сопло до сверхзвуковой скорости, то большая часть внутренней энергии преобразуется в кинетическую энергию потока и температура падает. При этом часть энергии остаётся запасённой в колебательно-возбуждённых состояниях молекул азота, поскольку понижение температуры сопровождается падением скорости колебательной релаксации. Возникающая инверсная заселённость верхних колебательных уровней используется для генерации лазерного излучения.

## Газодинамический CO2-лазер
Колебательное возбуждение донорного азота позволяет реализовать газодинамический CO2- лазер. С первого колебательно-возбуждённого уровня азота (2330,7 см-1) возможна передача возбуждения находящейся в основном состоянии молекуле диоксида углерода с её переходом на верхний лазерный уровень (2349,2 см-1). В лазерном резонаторе таким образом возбуждённая молекула производит вынужденное излучение, переходя на один из двух возможных нижних лазерных уровней с генерацией излучения на длине волны 9,4-9,6 мкм или 10,4-10,6 мкм. «Опустошение» нижних лазерных уровней, необходимое для восстановления инверсивной заселённости, осуществляет спонтанное излучение («радиационное опустошение») или специальные добавки в рабочую смесь — гелий, водяной пар. Последний выбор предпочтителен для лазеров большой мощности, так как отработанный газ обычно выбрасывается в атмосферу, что приводило бы к невосполнимым потерям дорогого гелия. Такая же схема лазерной генерации используется в газоразрядном CO2-лазере, с тем лишь отличием, что возбуждение колебаний в азоте в последнем осуществляется при столкновении электронов газоразрядной плазмы с молекулами, с восполнением потерь энергии электронами за счёт электрического поля в разряде.